# Charles Landelle
Charles Zacharie Landelle (* 2. Juni 1821 in Laval; † 13. Dezember 1908 in Chennevières-sur-Marne) war ein französischer Maler.

## Leben
1825 zog die Familie nach Paris, nachdem sein Vater, ein Kaliograph und Musiker, dort eine Stelle als Musiker in den Tuilerien gefunden hatte. Ary Scheffer ermutigte ihn zur Malerei und Charles Landelle schrieb sich am 2. Oktober 1837 als Schüler von Paul Delaroche an der École des Beaux-Arts ein. Sein Ausstellungsdebüt hatte er 1841 mit Selbstporträts und religiösen und historischen Gemälden, die in ihrer weichlichen, empfindsamen Auffassung an seinen Entdecker Ary Scheffer erinnerten.
Landelle heiratete am 19. Juni 1889 in zweiter Ehe die Malerin Anaïs Beauvais (1832–1898), eine Schülerin von Lazarus Wihl, Pauline Carolus-Duran und Jean-Jacques Henner.
Er malte nun auch religiöse Bilder für die Pariser Kirchen St. Roch (1850), St. Germain l’Auxerrois (1856) und St. Sulpice (1875).

### Orientalismus

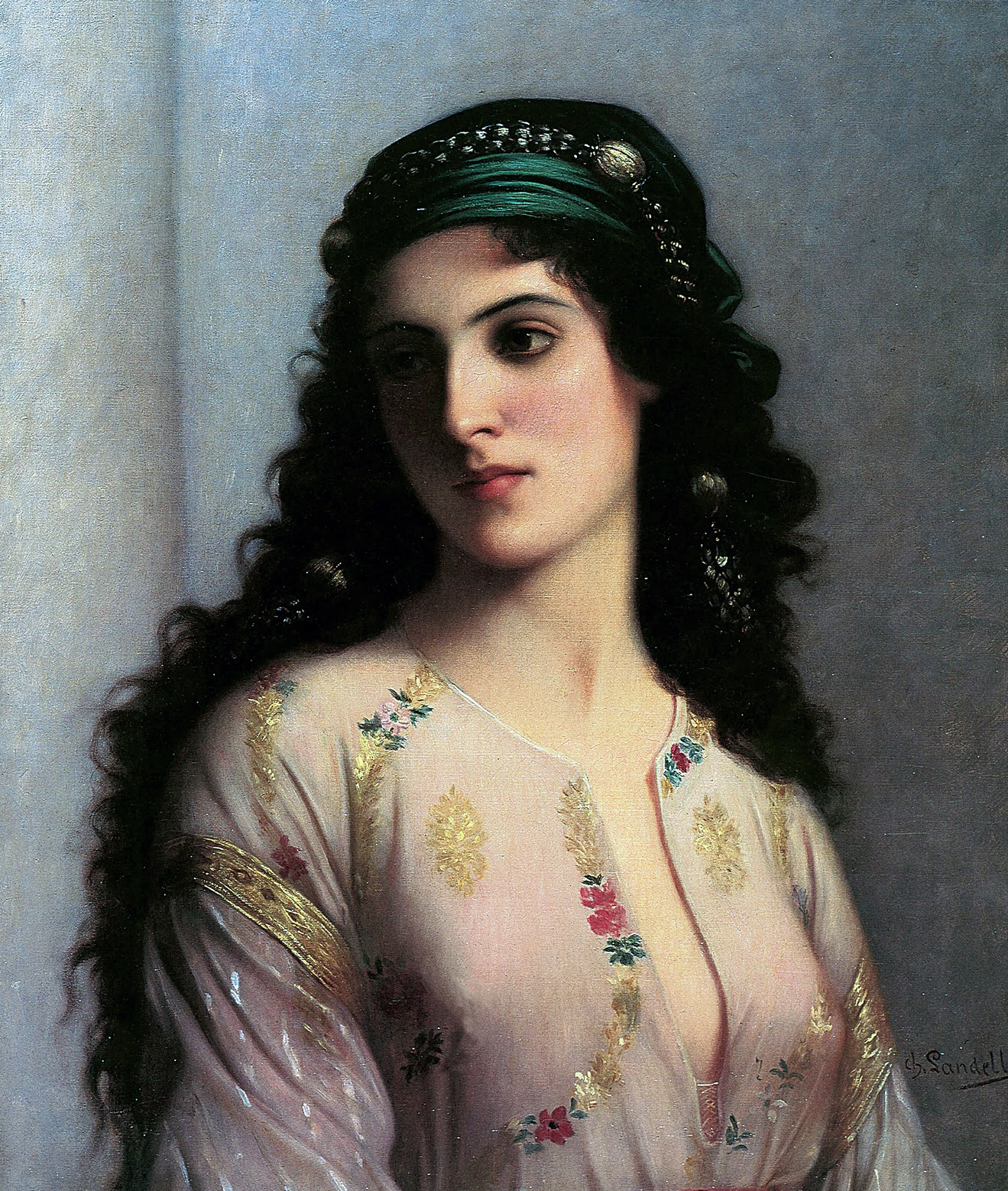
Juive de Tanger im Musée des Beaux-arts Reims

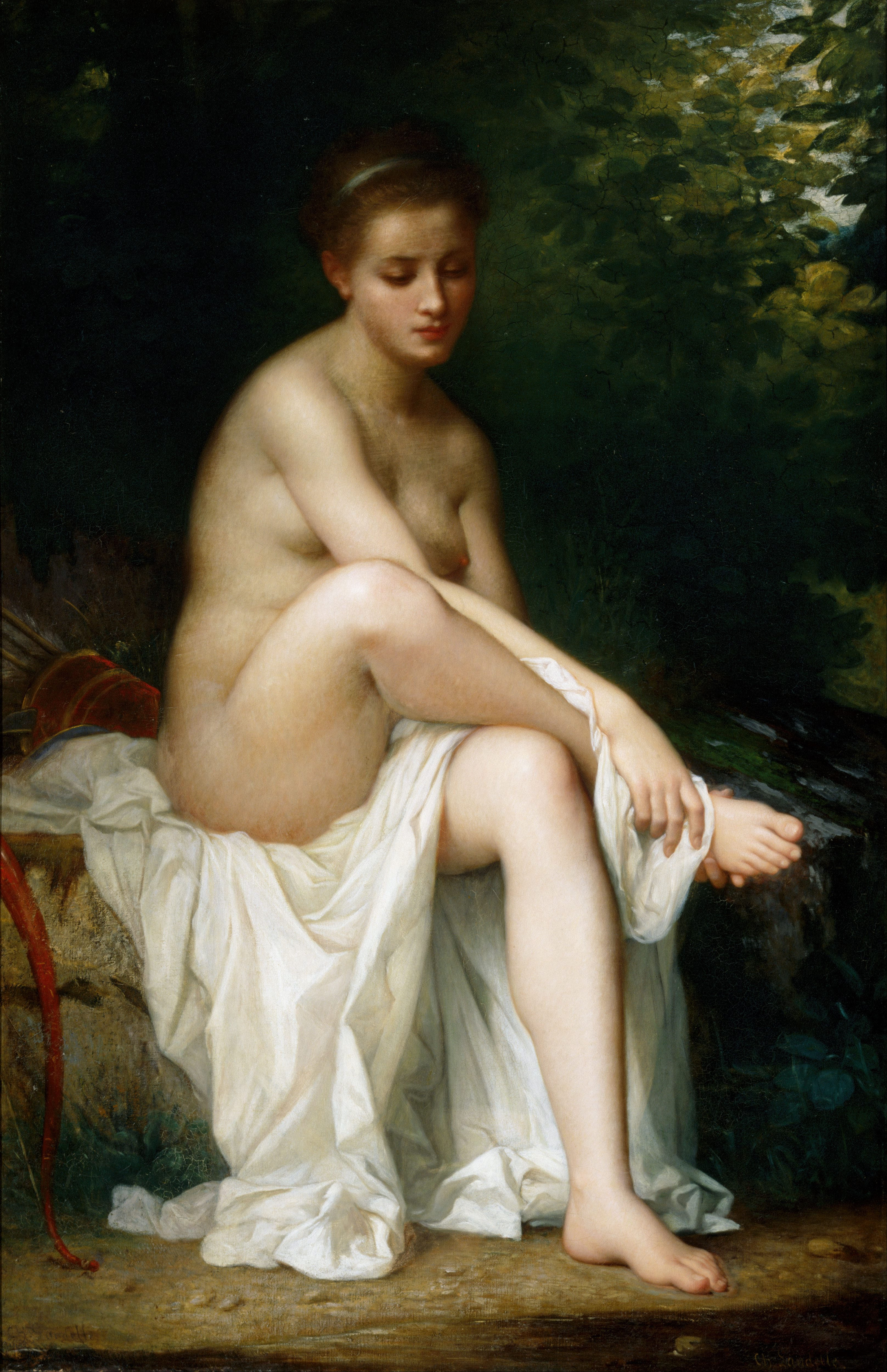
Ismenie

Landelle gilt auch als ein Vertreter des Orientalismus. Nachdem er ab 1865 Reisen in den Mittleren Orient und Nordafrika unternommen hatte, entwickelte er eine Spezialität in der Darstellung von Einzelfiguren, die sich jedoch mehr durch Sentimentalität denn durch ethnographische Wahrheit auszeichneten. Er bereiste Marokko, Algerien und Ägypten und fuhr mit dem Ägyptologen Auguste Mariette nilaufwärts. Von den Bildern dieser Art sind besonders Die Armenierin vom Kaukasus und Die Almeh von Kairo und das Fellahmädchen populär geworden, letzteres auch in Deutschland durch den Stich von Rudolf Stang. Er hat auch zahlreiche dekorative Malereien, Allegorien und Porträts ausgeführt, wobei seine Malweise glatt und ohne Energie ist.

### Lebensende
Gegen Ende seines Lebens trieb er noch ein Kunstmuseumsprojekt in seiner Heimatstadt Laval voran, das er 1895 auch persönlich an der Seite des französischen Präsidenten einweihte. Heute befindet sich dort ein naturwissenschaftliches Museum.
Charles Landelle starb 1908 sehr wohlhabend in Paris. Er besaß mehrere gut ausgestattete Villen sowie ein Hotel.

## Werke (Auswahl)
- Fra Angelico da Fiesole – 1842
- Die heiligen Frauen zum Grabe Christi wandelnd – 1845
- Die Ruhe der heiligen Jungfrau – 1850
- Die Vorahnung der heiligen Jungfrau – 1859
- Zwei Frauen am Brunnen – vor 1883, Öl auf Holz, Luxemburg, Villa Vauban (Sammlung Leo Lippmann, Inv.-Nr. 214).[1]